# Дацзыбао
Дацзыба́о (кит. трад. 大字報, упр. 大字报, пиньинь dàzìbào — «газета, написанная большими иероглифами») — рукописная стенгазета в Китае, используемая для пропаганды, выражения протеста и т. д. Право на написание дацзыбао было закреплено в конституции КНР 1975 года.

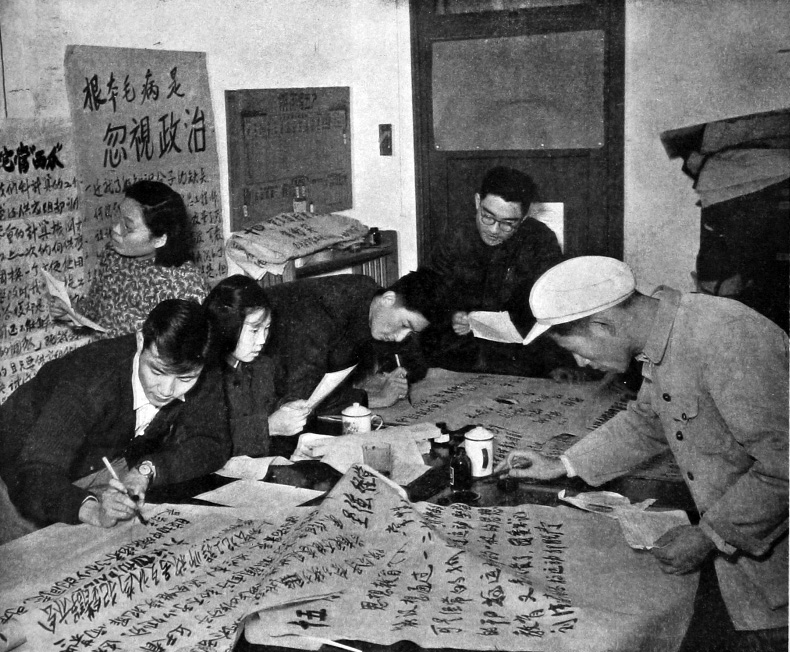
Создание дацзыбао (ок. 1957 г.)

Широкое распространение рукописные газеты получили во время культурной революции, после того, как 25 мая 1966 года преподавательница философии Пекинского университета Не Юаньцзы подвергла резкой критике ректора университета и других преподавателей, назвав их «чёрными антипартийными бандитами». Она призвала молодёжь Китая к борьбе с «ревизионизмом». Её манифест подхватили школьники, студенты и аспиранты. Проявлением протестов стала практика вывешивания дацзыбао — рукописных плакатов. 5 августа Мао Цзэдун лично написал и вывесил в зале заседаний партии свою дацзыбао «Огонь по штабам!». В этот же день ученица одной из пекинских школ Сун Биньбинь тоже вывесила дацзыбао. В нём она призвала беспощадно атаковать учителей, которые отказываются следовать революционным идеям Мао и мечтают о реставрации буржуазного порядка. Этот призыв послужил толчком для того, чтобы отряд хунвейбинов схватил директора школы. Ученики подвергли женщину публичным издевательствам, а затем забили её палками насмерть. 
Мао назвал практику распространения дацзыбао «первой марксистской дацзыбао в Китае».
В одной из песен, посвящённых культурной революции, Владимир Высоцкий пел:

А кто не чтит цитат — тот ренегат и гад!

Тому на задницу наклеим дацзыбао!

Кто с Мао вступит в спор, тому дадут отпор

Его супруга вместе с другом Линем Бяо!

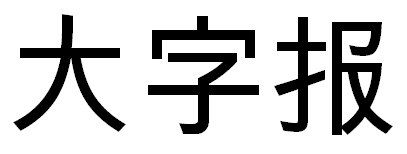
Дацзыбао

В  короткий период политической либерализации, получивший название «Пекинская весна», для размещения дацзыбао возникла Стена демократии. В феврале 1980 г. пленум ЦК КПК постановил: с целью способствовать ликвидации «факторов нестабильности» предложить Всекитайскому собранию народных представителей аннулировать положение статьи 45 конституции КНР относительно права граждан на «высказывание мнений, изложение взглядов, проведение дискуссий и вывешивание дацзыбао». Тем самым дацзыбао были фактически запрещены.